# Münchner Küche
Die Münchner Küche ist eine in den 1920er Jahren entwickelte Form der Küche, die unter ergonomischen und soziologischen Gesichtspunkten entworfen wurde. Sie war im Zuge des Neuen Bauens als bereits beim Einzug vorbereiteter Einbau in Neubauten konzipiert und wurde erstmals in München realisiert.

## Konzept und Aufbau
Die Münchner Küche stellt einen Kompromiss zwischen der Frankfurter Küche als reinem Arbeitsraum und der traditionellen Wohnküche dar und sollte die Vorteile beider Küchenformen vereinen. Die Einrichtung war nach ergonomischen Gesichtspunkten entworfen und angeordnet – besonders gelobt wurde der Holzrahmen für die emaillierte Spüle, der den Geschirrbruch reduzierte und der freie Raum unter der Spüle, der ein Arbeiten im Sitzen ermöglichte. Die Münchner Küche war jedoch kein eigener, streng von den Wohnräumen abgegrenzter Arbeitsraum wie die Frankfurter Küche; bei ihr war der etwa sechs Quadratmeter große quadratische Arbeitsbereich nur durch eine hölzerne Abtrennwand vom Essbereich der Wohnküche abgetrennt – ab etwa ein Meter Höhe war diese Abtrennung verglast, so dass die Kinder im Blickfeld der arbeitenden Mutter blieben. Der Durchgang zum Essbereich war nicht durch eine Tür geschlossen, erreichte jedoch mit zwei Metern Höhe nicht die Zimmerdecke, so dass ein Geruchsschutz in der Art einer festen Rauchschürze entstand und die Kinder dennoch hörbar und schnell erreichbar blieben. Der Geschirrschrank sollte im 19 Quadratmeter großen Essbereich stehen – ein weiteres Zugeständnis an traditionelle Wohnformen.

## Geschichte
Nachdem Margarete Schütte-Lihotzky mit ihrer Frankfurter Küche Erfolge verzeichnet hatte, griff Erna Meyer, die bereits mit Publikationen auf dem Gebiet aufgetreten war, das Konzept auf und regte Verbesserungen an. Die von ihr vorgeschlagene Küche sollte zwar ergonomisch geplant, jedoch keine reine „Arbeitsküche“ sein, sondern die Erfordernisse des Familienlebens berücksichtigen. Insbesondere kritisierte Meyer an der Frankfurter Küche, dass die Kinder bei der Arbeit der Hausfrau nicht zugegen und – sobald die Verbindungstür geschlossen war – auch kaum zu beaufsichtigen waren. Im Zuge der Planung der Postversuchssiedlung entwarf Hanna Löv, die mit der Einrichtung von Musterwohnungen in der Siedlung betraut war, in Zusammenarbeit mit Walther Schmidt die Münchner Küche auf der Grundlage von Meyers Vorschlägen; die Küche wurde in den Versuchswohnungen der Siedlung eingebaut. Das Konzept erreichte allerdings nicht den Erfolg der Frankfurter Küche, die sich spätestens nach dem Zweiten Weltkrieg durchsetzen konnte. Die Münchner Küche findet sich bis heute in mindestens einer Wohnung der Postversuchssiedlung.